# Cruel (EP de Kuroyume)
Cruel é o terceiro EP da banda japonesa de rock Kuroyume, lançado em 31 de agosto de 1994 pela gravadora EMI. É o último álbum com o guitarrista Shin, que deixou a banda por conta de diferenças musicais.
Em 2010, a banda Coldrain fez um cover de "Chandler" para o álbum de tributo ao Kuroyume Fuck the Border Line.

## Recepção
Alcançou a sétima posição nas paradas da Oricon Albums Chart.

## Faixas[5]
Todas as letras escritas por Kiyoharu. 
| N.º            | Título                                                                            | Duração |  |
| 1.             | "Chandler"                                                                        | 2:14    |  |
| 2.             | "Sick"                                                                            | 3:32    |  |
| 3.             | "Sister"                                                                          | 3:28    |  |
| 4.             | "Ishi Hakujaku" (意志薄弱)                                                        | 5:16    |  |
| 5.             | "Ice My Life" (Album Mix)                                                         | 4:15    |  |
| 6.             | "Kamoku wo Kureta Kimi to Kunou ni Michita Boku" (寡黙をくれた君と苦悩に満ちた僕) | 5:20    |  |
| Duração total: | Duração total:                                                                    | 24:05   |  |

## Ficha técnica

### Kuroyume
- Kiyoharu (清春) - vocal
- Hitoki (人時) - baixo
- Shin (臣) - guitarra